# Brachyolene flavolineata
Brachyolene flavolineata är en skalbaggsart som beskrevs av Stefan von Breuning 1951. Brachyolene flavolineata ingår i släktet Brachyolene och familjen långhorningar. Inga underarter finns listade.